# Love in This Club
«Love in This Club» —en español: "Amor en este club"— es una canción interpretada por el cantante estadounidense Usher con la colaboración musical del rapero Young Jeezy. Esta fue coescrita y producida por Jamal "Polow da Don" Jones para el quinto álbum de estudio del cantante, Here I Stand.
Durante el primer cuatrimestre del año 2008, "Love in This Club" fue lanzada por el sello LaFace Records como el primer sencillo de Here I Stand. Tras ello, "Love in This Club" se posicionó número uno en la Billboard Hot 100, la lista musical de canciones más importante de los Estados Unidos.

## Versiones
- Main Version — 04:23
- Instrumental — 04:23

### Remixes
- Reavers Remix — 04:21
- Stonebridge Remix — 09:03

## Formatos
| CD-Single |                                    |          |  |
| N.º       | Título                             | Duración |  |
| 1.        | «Love in This Club» (Main Version) | 04:23    |  |
| 2.        | «Love in This Club» (Instrumental) | 04:23    |  |

| CD-Maxi |                                         |          |  |
| N.º     | Título                                  | Duración |  |
| 1.      | «Love in This Club» (Main Version)      | 04:23    |  |
| 2.      | «Love in This Club» (Instrumental)      | 04:23    |  |
| 3.      | «Love in This Club» (Reavers Remix)     | 04:21    |  |
| 4.      | «Love in This Club» (Stonebridge Remix) | 09:03    |  |
| 5.      | «Love in This Club» (Video Music)       | 06:08    |  |

## Listas musicales de canciones
| América        |                   |    |
| Canadá         | Canadian Hot 100  | 6  |
| Estados Unidos | Billboard Hot 100 | 1  |
| Europa         |                   |    |
| Alemania       | Top 100 Singles   | 5  |
| Austria        | Top 75 Singles    | 12 |
| Bélgica        | Top 50 Singles    | 5  |
| Dinamarca      | Top 40 Singles    | 16 |
| Europa         | Hot 100 Singles   | 3  |
| Finlandia      | Top 20 Singles    | 18 |
| Francia        | Top 100 Singles   | 9  |
| Irlanda        | Top 50 Singles    | 3  |
| Noruega        | Top 20 Singles    | 10 |
| Países Bajos   | Top 100 Singles   | 47 |
| Reino Unido    | Top 75 Singles    | 4  |
| Suecia         | Top 60 Singles    | 8  |
| Suiza          | Top 100 Singles   | 9  |
| Oceanía        |                   |    |
| Australia      | Top 50 Singles    | 8  |
| Nueva Zelanda  | Top 40 Singles    | 1  |

| Predecesor: "Low" de Flo Rida con T-Pain              | Billboard Hot 100 — Sencillo N.º 1 15 de marzo de 2008 — 4 de abril de 2008 | Sucesor: "Bleeding Love" de Leona Lewis |
| Predecesor: "No Air" de Jordin Sparks con Chris Brown | Top 40 Singles — Sencillo N.º 1 5 de mayo de 2008 — 11 de mayo de 2008      | Sucesor: "Forever" de Chris Brown       |

## Certificaciones
| País           | Proveedor | Año  | Discográfica | Certificación | Tipo     | Ventas certificadas |
| -------------- | --------- | ---- | ------------ | ------------- | -------- | ------------------- |
| América        |           |      |              |               |          |                     |
| Estados Unidos | RIAA      | 2008 | LaFace       | Platino       | Digital  | 1.000.000           |
| Estados Unidos | RIAA      | 2008 | LaFace       | Platino       | Material | 1.000.000           |
| Europa         |           |      |              |               |          |                     |
| Reino Unido    | BPI       | 2008 | LaFace       | Plata         | Digital  | 200.000             |
| Oceanía        |           |      |              |               |          |                     |
| Australia      | ARIA      | 2009 | SBME         | Oro           | Single   | 35.000              |
| Nueva Zelanda  | RIANZ     | 2008 | SBME         | Platino       | Single   | 15.000              |